# Josep Dalmau i Bantolra
Josep Dalmau i Bantolra (Solsona, 16 de juliol de 1948), conegut també amb el sobrenom de Rendé, és un rellotger i folklorista solsoní. Com a geganter de Solsona ha participar en el manteniment i conservació del folklore de la Festa Major de Solsona i del Carnaval de Solsona, especialment en la coreografia dels seus ballets.
La consolidació i evolució del folklore solsoní, durant el segle xx, s'ha basat en tres grans figures destacades, els gegants i altres figures de la imatgeria festiva a càrrec de l'escultor Manel Casserres i Boix, la música a càrrec del mestre Joan Roure i Jané, i els ballets i la seva coreografia a càrrec de Josep Dalmau i Bantolra.
És l'autor la coreografia dels següents ballets de la Festa Major de Solsona:
- Ball dels Óssos de Solsona (1979)
- Ball de l'Àliga de Solsona (1979)
- Ball del Drac de Solsona (1980)
- Ball dels Nans de Solsona (1981)

També ha participat en la conservació i adaptació de la resta de ballets de la Festa Major i en la majoria dels ballets del Carnaval de Solsona.

## Biografia
Josep Dalmau i Bantolra és fill de Josep Dalmau i Solsona i Cecília Bantolra i Planes, que regentaven la botiga “cal Rendé”, situada al Carrer Llobera número 8 de Solsona, que tractava amb joieria, regal i mobles, d'aquí és d'on li ve el sobrenom. Cal Rendé es va fundar l'any 1864, i es va tancar l'any 2015, quan es va jubilar el Josep Dalmau i Bantolra.
En Josep Dalmau i Bantolra va estudiar rellotgeria, i quan es va fer càrrec de la botiga es va especialitzar en rellotgeria, joieria i objectes de regal.
Durant tota la seva vida ha participat de manera molt activa en la vida cultural de Solsona, destacant la seva activitat en els geganters de Solsona. Va ser president de l'Orfeó Nova Solsona. Una de les seves grans aficions és la fotografia, participant en diverses exposicions d'àmbit local.
L'any 2010 Josep Dalmau, conegut com el Rendé, va ser nomenat geganter d'honor; un reconeixement de la ciutat de Solsona al coreògraf dels ballets dels óssos, els nans, el drac i l'àliga. Els dos primers geganters d'honor van ser Joan Roure i Manel Casserras.